# Porta San Paolo
De Porta San Paolo is een stadspoort in de antieke Aureliaanse Muur in Rome. De oorspronkelijke Romeinse naam was Porta Ostiensis. Bij deze poort begint de Via Ostiensis die Rome verbindt met de Romeinse havenstad Ostia.
De huidige naam is ontleend aan de basiliek Sint-Paulus buiten de Muren, die een paar kilometer verder aan de Via Ostiensis staat. Vlak bij de poort staat de befaamde Piramide van Cestius.

## Geschiedenis van de Poort
De Porta Ostiensis was een van de vier hoofdpoorten van de Aureliaanse Muur, gebouwd tussen 271 en 280. Keizer Aurelianus liet deze poort daarom bouwen met een dubbele doorgang. Tussen 401 en 402 liet keizer Honorius grote verbeteringen in de muur aanbrengen. De Porta Ostiensis werd bekleed met travertijn om de bakstenen constructie te verstevigen en de beide torens werden verhoogd. Een van de twee doorgangen werd dichtgemaakt, omdat een enkele doorgang beter te verdedigen was.

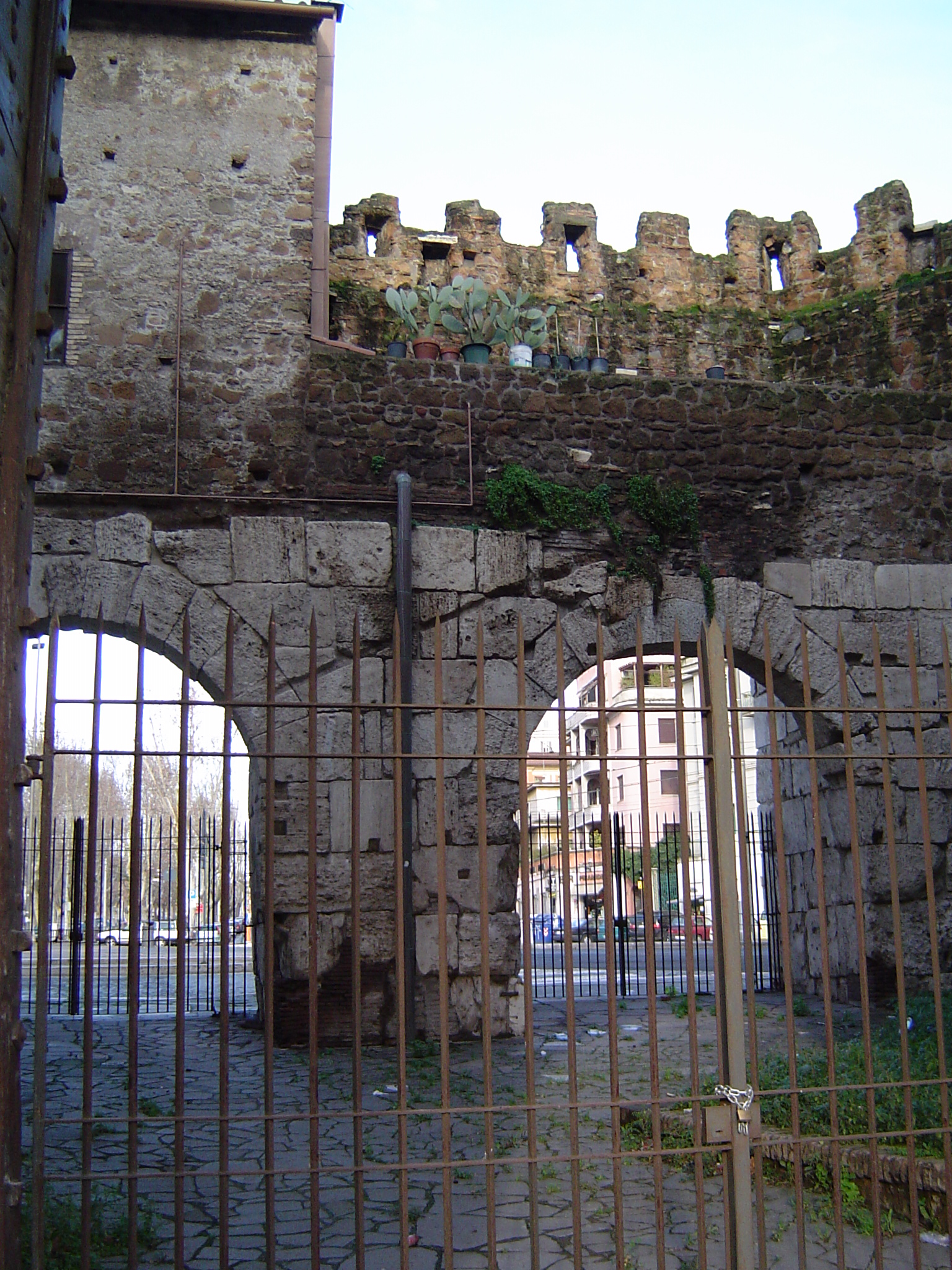
De oorspronkelijke dubbele doorgang van Aurelianus

## De Poort van Belisarius
Na de val van het West-Romeinse Rijk in 476 behield de Aureliaanse Muur zijn belangrijke defensieve functie voor de stad. Tussen 536 en 545 hield de Byzantijnse generaal Belisarius Rome bezet. De stad werd belegerd door de Ostrogoten van Totila. Op diverse plaatsen werd de Aureliaanse Muur hiervoor verstevigd.
Belisarius liet de Porta Ostiensis bijna geheel herbouwen. Voor de oude poort van Aurelianus liet hij een nieuwe poort met enkele doorgang bouwen. De dubbele doorgang van Aurelianus bleef wel bewaard en fungeerde nu als achteringang. De beide torens werden door Belisarius herbouwd.
In 549 werd Rome opnieuw belegerd door de Ostrogoten. Een garnizoen uitgehongerde Romeinse soldaten pleegde verraad en opende de poorten van de Porta Ostiensis zodat Totila eenvoudig via deze weg de stad konden innemen en plunderen.
De laatste grote slag bij de Porta San Paolo vond plaats op 10 september 1943. Italië had net een bestand getekend met de geallieerden en de Duitsers probeerden hierop zelf Italië in te nemen, Italiaanse soldaten en leden van het verzet deden een mislukte poging om de Duitse luchtlandings troepen te verhinderen de stad in te nemen. Er vielen 570 slachtoffers.

## De Poort tegenwoordig
De poort is in goede staat bewaard gebleven. Een van de twee oorspronkelijke doorgangen was ooit dichtgemaakt maar is nu weer geopend. In de poort aan de binnenhof staat nog het oude poorthuis waar vroeger de belasting werd geheven op de goederen die de poort passeerden.
De Porta San Paolo staat aan een druk verkeersplein en de Aureliaanse Muur is aan beide zijden een aantal meters afgebroken om de vele auto's te kunnen laten passeren. Tegenover de poort staat het station Roma Ostiensis. In de poort zelf is een klein museum gevestigd dat de geschiedenis van de poort behandelt. Een ander deel van de poort wordt nog bewoond.

## Externe links

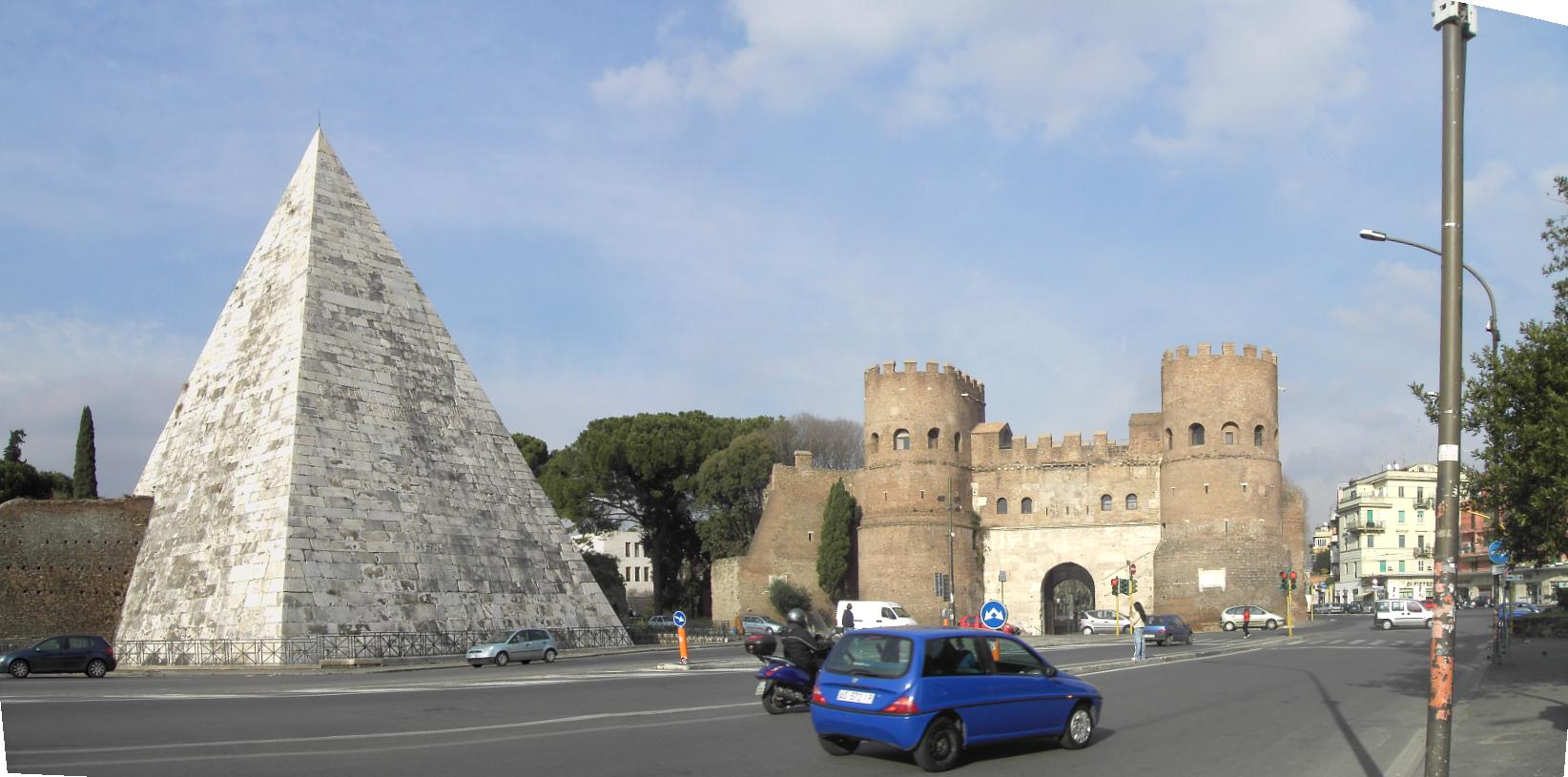
Porta San Paolo en de Piramide van Cestius
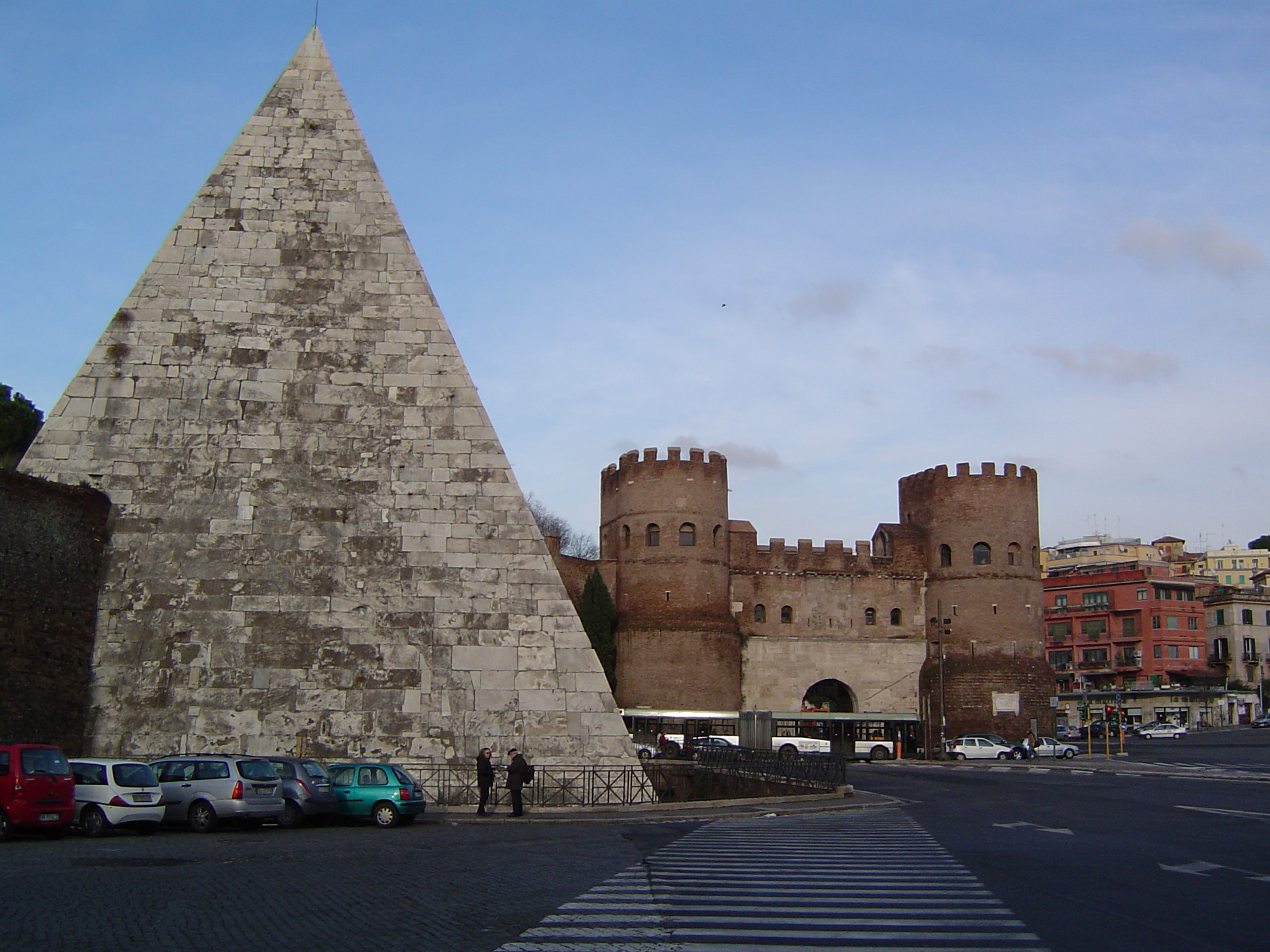
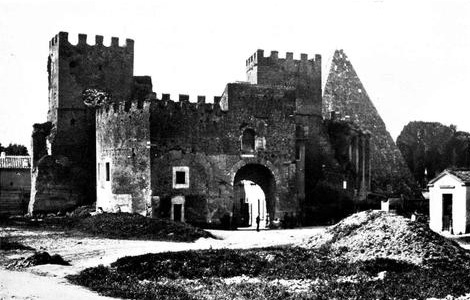
Oude foto van de poort. Een van de twee poorten is hier dichtgemaakt.
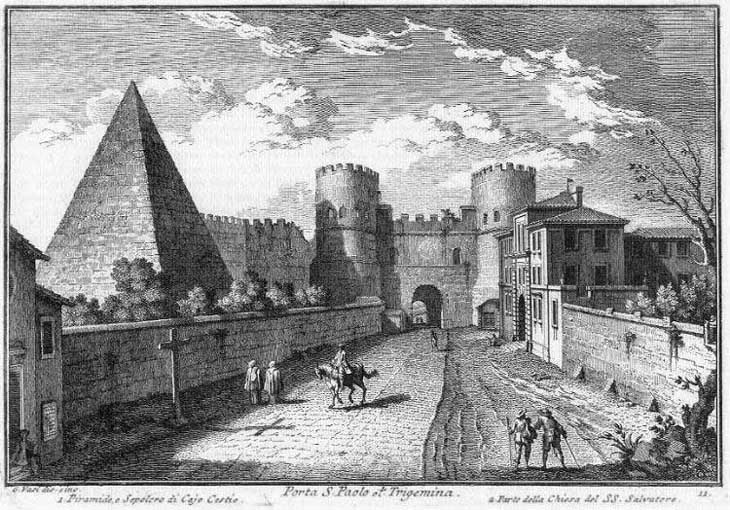
Porta San Paolo op een tekening van Vasi, rond 1750